# NGC 12
NGC 12 ist eine Balken-Spiralgalaxie vom Hubble-Typ SBc im Sternbild Fische auf der Ekliptik. Sie ist schätzungsweise 181 Millionen Lichtjahre von der Milchstraße entfernt und hat einen Durchmesser von etwa 90.000 Lj. 
Das Objekt wurde am 6. Dezember 1790 vom deutsch-britischen Astronomen Wilhelm Herschel entdeckt.